# Sean McCaw
Sean Jamel McCaw (* 26. Juli 1973 in Queens, New York City) ist ein österreichischer Basketballtrainer und ehemaliger -spieler.

## Leben
Der in Queens und in Las Vegas aufgewachsene McCaw, der seit 2000 die österreichische Staatsangehörigkeit besitzt, spielte für Southern University of Utah sowie anschließend als Profi für zahlreiche europäische Vereine.
Seit der Saison 2006/07 stand der 2,04 m große und 93 kg schwere Power Forward bei den Baskets Jena unter Vertrag. Am 1. Februar 2008 übernahm er als Nachfolger von Björn Harmsen das Traineramt beim Thüringer Bundesligisten. Nach dem Abstieg des Vereins in die 2. Bundesliga ProA musste er nach wenigen Spielen sein Amt an Tino Stumpf abgeben. Im Juli 2009 wurde McCaw als neuer Nachwuchstrainer des BBC Bayreuth vorgestellt. Dort sollte er die Umstrukturierung und Verbesserung der Nachwuchsarbeit voranbringen.
Zur Saison 2012/2013 wurde er neuer Assistenztrainer bei den Cuxhaven BasCats in der ProA. Dort sollte er ebenfalls die Jugendabteilung neu strukturieren und weiter ausbauen.
Ab der Saison 2013/2014 betreute McCaw die Nachwuchs-Mannschaften (in JBBL und NBBL) der New Yorker Phantoms/Basketball Löwen Braunschweig als Trainer. Außerdem war er bis 2015 als Co-Trainer der Braunschweiger Nachwuchsmannschaft Spot Up Medien Baskets Braunschweig in der 2. Bundesliga ProB tätig. Im Juni 2016 endete McCaws Amtszeit in Braunschweig.

## Stationen als Spieler
- 2006–2008 Science City Jena (Deutschland)
- 2004–2006 Geneva Devils (Schweiz)
- 2003–2004 Leicester Riders (Vereinigte Königreich)
- 2002–2003 EWE Baskets Oldenburg (Deutschland)
- 2001–2002 CAB Madeira (Portugal)
- 2000–2001 Rueil-Malmaison (Frankreich)
- 1999–2000 Arkadia Traiskirchen Lions (Österreich)
- 1995–1999 Kapfenberg Bulls (Österreich)
- bis 1995 Southern Utah University (Vereinigte Staaten)

## Privates
McCaw ist Vater dreier Kinder, hat einen Sohn und zwei Töchter. Er lebt seit August 2013 in Braunschweig. Seit 2016 ist er an der International School Braunschweig-Wolfsburg tätig.